# Mersz Könyvek
A Mersz Könyvek művészeti sorozatot a budapesti Bada Dada Alapítvány adja ki, a kísérleti kortárs magyar irodalom, képzőművészet, fotó, performansz tehetségeit, valamint elhunyt költők hagyatékát adják közre.
A kötetek 100 számozott, aláírt példányban jelennek meg, kereskedelmi forgalomba nem kerülnek. Három formátum van: kisfüzet (14,5x20,5 cm), esedék (a maradék anyagból, 8x21 cm) és katalógus (21x21 cm), 80–120 oldal, kemény papírkötés, színes műnyomó (120 gr) papíron. Szerkesztői: Falcsik Mari (költő), Lantos László Triceps (író-rendező) és Rőczei György (képzőművész). A munkához a Mersz Klub ad helyet és technikai hátteret.
"Miért 'mersz'? Mert merni kell valamit kiadni, ma és bármikor, ami más. Kapcsolódik ez (kismagyar csalafintasággal) Kurt Schwitters (1887–1948) hannoveri dadaista polihisztorhoz is, aki azt mondta: „festő vagyok, de szögelem a képeimet”. Minden fónikus költeményét, kollázsát, építményét a MERZ szóval jelölte meg. Amikor sikerei csúcsán egy amerikai újságírónő megkérdezte tőle, mi ez a 'merz', elnevette magát. A legrégebbi (1870), leggazdagabb és legpatinásabb német bank, a COMMERZBANK eldobott katalógusából vágtam ki, és a ’nagyon értékes’, de ’nem eladó/eladható’ művészet védjegye, válaszolta" – magyarázta Triceps a Mersz Könyvek elnevezését és szellemiségét.
A Mersz-kiadványok az autonóm törekvések, autonóm művészet, outsider művészet, alternatív művészi irányzatok, avantgárd ultraindividuális áramlatok, outba [az előírt játéktéren kívülre] került alkotások bemutatására törekszenek.

## Mersz Könyvek
Kiadó: Bada Dada Alapítvány, Budapest (100 példányos, számozott-aláírt kötetek)
- Triceps: Semmikor (éhezőművész-versek, 1995). Szerkesztette: Falcsik Mari. Grafika: Rőczei György (1/2017)
- Kecskés Péter: Fénypillérek (válogatott versek). Szerkesztette és tervezte: Rőczei György (2/2017)
- Nagy Zopán: Füzet (válogatott rajzolatok, írás-képek, 1997–2017). Rajzok: Nagy Zopán. Szerkesztette és tervezte: Rőczei György (3/2017)
- Falcsik Mari: Valami üvegen át (esedékversek, 2018). Szerkesztette: a szerző. Grafikai terv: Rőczei György. (4/2018)
- Bada Dada: Őszinte gyöngyszemek (összes versek 1, 1981–85). Szerkesztette: Triceps. Grafikai terv: Rőczei György (5/2018)
- Ferdinánd Zoltán & Nagy M. Hedvig: Feles (kisprózák és fotók). Szerkesztették: a szerzők. Grafikai tervezés: Baksa Gáspár, Rőczei György (6/2018)
- Nagy Zopán: Füzet 02 (válogatott rajzolatok, írás-képek, 1997–2018). Rajzok: Nagy Zopán. Szerkesztette és tervezte: Rőczei György (7/2018)
- Horváth Eve: Konzol (versek). Szerkesztette: Falcsik Mari. Fedőlap és képek: Syporca Whandal. Tervezte: Rőczei György (8/2019)
- Barna Róbert: 77 (versek). Kollázsok: Barna Róbert. Szerkesztette és tervezte: Rőczei György (9/2019)
- Bartha György: szemek (új versek). Képek: Benes József. Szerkesztette: Falcsik Mari. Tervezte: Rőczei György (10/2019)
- Rőczei György: RATAT A TATA (képes és hangos könyv). Kép/regények: Rőczei György. Szerkesztette: Triceps (11/2020)
- Kecskés Péter: Felfénylések (új versek). Szerkesztette és tervezte: Rőczei György. Illusztrációk: Kecskés Péter (12/2020)
- Barna Róbert: Fekvő nyolcas (új versek). Szerkesztette: Marton László Távolodó. Tervezte: Rőczei György. Kollázsok: Barna Róbert (13/2021)
- M. Nagy Miklós: Csapódjon a mostba (versek 1981-84). Szerkesztette: Falcsik Mari. Tervezte: Rőczei György. Illusztrációk: Erik Bulatov, Dmitrij Prigov (14/2021)
- Nagy Zsuka: les (új versek). Szerkesztette: Falcsik Mari. Tervezte: Rőczei György. Illusztrációk: Borg de Nobel / Hollandia (15/2021)
- Szalóczi Géza: Gyere kicsi életösztön (új versek). Szerkesztette: Falcsik Mari. Tervezte: Rőczei György. Illusztrációk: Banga Ferenc (e könyv részére készült grafikákkal). (16/2021)
- Halszájoptika Képirodalmi Hálózat: Infernális bűnök / Dante körei (fotó/grafikák és vers/prózák). Szerkesztette: Haynal Ákos, Falcsik Mari. Tervezte: Rőczei György (17/2022)
- Párniczky Mihály: Viola da Gomba (összegyűjtött versek 1968-98). Szerkesztette: Triceps. Tervezte: Rőczei György. Illusztrációk: Párniczky Benedek, Ponori Thewrewk Ajtony, Rőczei György. (18/2022)
- Lantos László: Zanzák és glifák (ifjúkori versek 1974-88). Szerkesztette: Triceps. Tervezte: Rőczei György. Grafikák: Kerekes László (19/2022)
- Kántor István / Monty Cantsin: Utálok írni (neoista prózák, tankönyv). Szerkesztette: Triceps, Falcsik Mari. Tervezte: Rőczei György. Képek: Monty Cantsin (20/2022)
- Falcsik Mari: Anyakönyv (versek). Szerkesztette: Falcsik Mari. Képek: Háy Ágnes. (21/2023)

## Avant100Garde sorozat
Kiadó: Avant100Garde Kiadó, Budapest (50-100 példányos, számozott-aláírt kötetek)
- Vlagyimir Majakovszkij: Tragédia. Szerkesztette és illusztrálta: Rőczei György (2014)
- Kassák Lajos: Éposz Wagner maszkjában (1915–2015, aktualizált reprint). Szerkesztette és illusztrálta: Rőczei György (2015, esedékkönyv)
- Barta Sándor: Igen / Akasztott ember (1916–2016, aktualizált reprint). Szerkesztette és illusztrálta: Rőczei György (2016, esedékkönyv)
- DADA 100 (1916–2016, antológia) A Dada Centenárium Előkészítő Bizottság 10 éve. Szerkesztette: Rőczei György (2016, katalógus)
- 291 – Picabia kifestőkönyv. Tervezte: Rőczei György (2017)
- MOSZF 100 (1917–2017) A Magyar Műhely Galéria és a Mersz Klub közös kiállítása a Nagy Októberi SzóFosás emlékére. Szerkesztette: Rőczei György (2017, katalógus)
- Kurt Schwitters: A revoni dicsőséges forradalom kezdete és okai / Anna Blume 100 (1918–2018, aktualizált reprint). Tervezte és illusztrálta: Rőczei György (2018, esedékkönyv)
- Kassák Lajos: 1919 éposz. Tervezte és illusztrálta: Rőczei György (2019, esedékkönyv)
- Kazimir Malevics: Szuprematizmus (34 rajz) + 34 digitalista rajz. Tervezte és illusztrálta: Rőczei György (2020, kisalbum)

## Halszájoptika fanzinok
Kiadó: Halszájoptika csoport, Budapest (30 példányos, 12 oldalas, fénymásolt f/f fanzinok)
- Barbai Csaba szám (2018. ősz). Fotó: Barbay Csaba. Szöveg: Haynal Ákos, Varga Imre, Nagygyörgy Zoltán, Magyary Ágnes. Design: Nagy M. Hedvig. Szerkesztette: Ferdinánd Zoltán
- Triceps 6:3 különszám (2018. tél). Fotó: Balassa László, Buza Krisz, Falcsik Mari, Lantos Erzsébet, Triceps. Szöveg: Haynal Ákos, Nagygyörgy Zoltán, Varga Imre. Szerkesztette: Haynal Ákos, Ferdinánd Zoltán. Design: Nagy M. Hedvig
- Minek Kollektíva szám (2019. nyár–ősz). Fotó: Icsu Renáta, Nagy M. Hedvig, Nagy Zopán, Syporca Whandal. Szöveg: Ürmös Attila, Ferdinánd Zoltán, Haynal Ákos, Nagygyörgy Zoltán, Varga Imre, Magyary Ágnes. Design: Nagy M. Hedvig